# Kuwait Television
Kuwait Television, conosciuta anche con l'acronimo KTV, è l'ente televisivo pubblico del Kuwait. Trasmette dalla capitale Al Kuwait in arabo e in inglese.

## Storia
Kuwait Television iniziò a trasmettere il 15 novembre 1961 dal distretto orientale della capitale Al Kuwait. Fu il primo canale TV nella Penisola araba, fondato da Murad Behbehani e posto sotto il controllo del Ministero dell'informazione. Inizialmente trasmetteva in bianco e nero per 4 ore al giorno; passò alle trasmissioni a colori usando il sistema PAL a marzo 1974, in occasione del primo torneo della Coppa delle nazioni del Golfo, che si tenne in Bahrain.
Tra i primi personaggi televisivi della TV kuwaitiana vi furono Salem Al-Fahd, Reza Faili e Jassim Al-Shehab.
Nel nuovo millennio l'offerta di KTV si è ampliata notevolmente, soprattutto grazie al passaggio al digitale terrestre, avvenuto nel 2013.

## Servizi
KTV gestisce un totale di 9 canali televisivi:
- KTV1, trasmette 24 ore su 24 programmi di produzione kuwaitiana.[4] Il suo palinsesto cambia ogni 3 mesi, ma sono programmi di lungo corso il contenitore mattutino Good Morning Kuwait, quello serale Good Evening e Baitak. Propone anche una varietà di trasmissioni culturali e religiose e manda in onda cerimonie di stato e speciali durante il mese del Ramadan;
- KTV2, è l'unico canale pubblico che trasmette in inglese. Propone soprattutto programmi locali per la famiglia. La sua missione è promuovere il Kuwait all'estero tramite la sua cultura e fornendo notizie dal Paese; inoltre serve i locutori della lingua inglese in Kuwait;
- KTV Sport, iniziò a trasmettere il 1º novembre 1993.[5] Era considerato a quel tempo il canale sportivo leader nella regione degli Stati arabi del Golfo Persico. Originariamente si occupava di sport locali, ma nel 2002 passò sul satellite, potendo trasmettere anche eventi sportivi internazionali;
- KTV Sport Plus, seconda rete dedicata allo sport. Completa l'offerta sportiva di KTV Sport;
- KTV Arabe, fu lanciata il 25 febbraio 2009 sotto la direzione del precedente Ministro dell'informazione Sheikh Sabah Al Khalid Al Sabah. I suoi programmi sono di letteratura, cultura, scienza e arte; copre anche eventi culturali importanti e si coordina con KTV1 quando sono di portata nazionale;
- KTV Ethraa, rete dedicata ai programmi religiosi islamici. Si coordina con il Ministero di Awqaf e degli Affari Islamici e con la Awqaf Public Foundation. Offre informazione sull'Islam moderato, del quale segue anche le relative manifestazioni in Kuwait;
- Drama, canale specializzato in serie TV e fiction;
- KTV Al Qurain, rete televisiva interamente specializzata nello studio del Corano;
- KTV Al Majlis, canale che segue le sedute del Parlamento.

## Ricezione

### Digitale terrestre
I Canali di KTV sono presenti sul digitale terrestre in standard HDTV DVB-T.

### Satellite
I canali di KTV sono presenti su:
| Satellite          | Intelsat 19                                                                                       | AsiaSat 9                                                                                         | AsiaSat 5                                                                                         | Badr 8                                                                                            | Arabsat 5C                                                                                        | Hotbird 13G                                                                                       | Eutelsat 8 West B                                                                                 | Hispasat 30 W 6                                                                                   | Galaxy 19                                                                                         |
| Posizione orbitale | 166.0º E                                                                                          | 122.0º E                                                                                          | 100.5º E                                                                                          | 26.0º E                                                                                           | 20.0º E                                                                                           | 13.0º E                                                                                           | 8.0º W                                                                                            | 30.0º W                                                                                           | 97.0º W                                                                                           |
| Canali             | KTV1, KTV2, KTV Sport, KTV Sport Plus, KTV Ethraa, KTV Arabe, Drama, KTV Al Qurain, KTV Al Majlis | KTV1, KTV2, KTV Sport, KTV Sport Plus, KTV Ethraa, KTV Arabe, Drama, KTV Al Qurain, KTV Al Majlis | KTV1, KTV2, KTV Sport, KTV Sport Plus, KTV Ethraa, KTV Arabe, Drama, KTV Al Qurain, KTV Al Majlis | KTV1, KTV2, KTV Sport, KTV Sport Plus, KTV Ethraa, KTV Arabe, Drama, KTV Al Qurain, KTV Al Majlis | KTV1, KTV2, KTV Sport, KTV Sport Plus, KTV Ethraa, KTV Arabe, Drama, KTV Al Qurain, KTV Al Majlis | KTV1, KTV2, KTV Sport, KTV Sport Plus, KTV Ethraa, KTV Arabe, Drama, KTV Al Qurain, KTV Al Majlis | KTV1, KTV2, KTV Sport, KTV Sport Plus, KTV Ethraa, KTV Arabe, Drama, KTV Al Qurain, KTV Al Majlis | KTV1, KTV2, KTV Sport, KTV Sport Plus, KTV Ethraa, KTV Arabe, Drama, KTV Al Qurain, KTV Al Majlis | KTV1, KTV2, KTV Sport, KTV Sport Plus, KTV Ethraa, KTV Arabe, Drama, KTV Al Qurain, KTV Al Majlis |
| Frequenza          | 12606                                                                                             | 12415                                                                                             | 4080                                                                                              | 12523                                                                                             | 3934                                                                                              | 12399                                                                                             | 11054                                                                                             | 12132                                                                                             | 12146                                                                                             |
| Polarizzazione     | Orizzontale                                                                                       | Verticale                                                                                         | Orizzontale                                                                                       | Orizzontale                                                                                       | Laterale                                                                                          | Orizzontale                                                                                       | Verticale                                                                                         | Orizzontale                                                                                       | Verticale                                                                                         |
| SR                 | 30000                                                                                             | 40000                                                                                             | 30000                                                                                             | 27500                                                                                             | 27500                                                                                             | 29700                                                                                             | 27500                                                                                             | 27500                                                                                             | 22000                                                                                             |
| FEC                | 5/6                                                                                               | 7/8                                                                                               | 5/6                                                                                               | 2/3                                                                                               | 7/8                                                                                               | 2/3                                                                                               | 2/3                                                                                               | 3/4                                                                                               | 3/4                                                                                               |
| Modulazione        | 8PSK                                                                                              | 8PSK                                                                                              | 8PSK                                                                                              | 8PSK                                                                                              | 8PSK                                                                                              | 8PSK                                                                                              | 8PSK                                                                                              | 8PSK                                                                                              | 8PSK                                                                                              |

### Streaming
Canali di KTV in streaming